# Helene Simon
Helene Simon, auch Henriette Simon, (geboren 16. September 1862 in Düsseldorf; gestorben 8. Dezember 1947 in London) war eine deutsche Soziologin und Mitbegründerin der Arbeiterwohlfahrt.

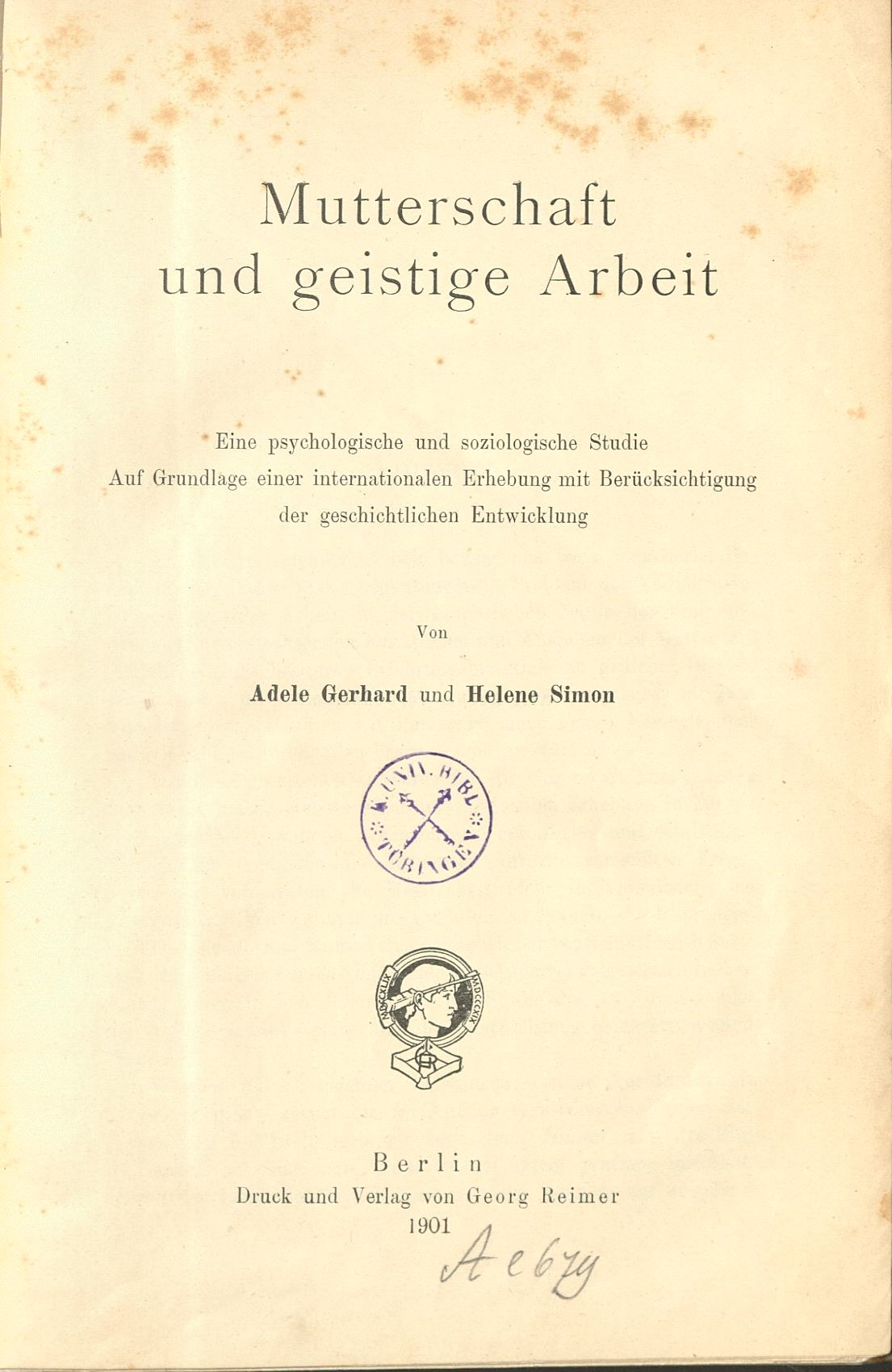
Mutterschaft und geistige Arbeit (1901)

## Leben
Helene Simon war eine Tochter des Düsseldorfer Bankiers Jacob Simon und der Amalie Gompertz und wuchs in einer Zeit auf, als im Bürgertum Töchter für die Ehe oder für die Haushaltsführung in der elterlichen Familie vorgesehen waren. Daher lebte sie bis zu ihrem 34. Lebensjahr bei ihren Eltern. Als diese von Köln nach Karlsruhe umzogen, nahm sie 1896 die Chance wahr, nach England zu gehen, um sich dort, wenn auch nur für ein Jahr, in soziologischen Studien zu üben. Sie schloss auf Vermittlung von Eduard Bernstein in London eine lebenslange Freundschaft mit Sidney Webb und Beatrice Webb und wurde Mitglied in deren Fabian Society. 1897 wurde sie, gemeinsam mit Elisabeth Gnauck-Kühne, als Gasthörerin zu nationalökonomischen Vorlesungen bei Gustav Schmoller an der Universität Berlin zugelassen, konnte aber keinen formalen Abschluss anstreben und blieb im Grunde Autodidaktin und Privatgelehrte.
Um 1898 untersuchte sie im westfälischen Schwelm, wohin ihre Schwester Elise Meyer geheiratet hatte, Missstände der dortigen Textilwirtschaft. Sie machte auf den Arbeitseinsatz von Frauen und Kindern, überlange Arbeitszeiten und mangelnde Gesundheitsvorsorge im Artikel „Die Bandwirker in und um Schwelm“ aufmerksam (Zeitschrift „Soziale Praxis“, Jahrgang 8, 1898/1899). Zwischen 1919 und 1923 lebte sie noch einmal im Haus der Bankiersfamilie Meyer in Schwelm.
In den Jahren bis 1914 veröffentlichte sie eine Großzahl von Zeitschriftenbeiträgen über soziale Fragen, die in SPD- und Gewerkschaftszeitschriften wie Die Gleichheit und Die neue Zeit erschienen, sowie mehrere Bücher und Buchbeiträge. Sie übersetzte grundlegende Beiträge englischer Sozialpolitiker ins Deutsche. 1905 veröffentlichte Simon die erste deutschsprachige Biographie über den britischen Sozialreformer Robert Owen. Das Buch war das Ergebnis ihrer Arbeit in England und gilt bis heute als Standardwerk über Owen. Sie veröffentlichte weitere Biografien zu William Godwin, Mary Wollstonecraft, Elisabeth Gnauck-Kühne und Albert Levy. 1904 hielt sie ein Referat auf dem Internationalen Frauenkongress in Berlin über Arbeiterinnenschutzgesetze. 1911 war sie Ausschussmitglied in der Gesellschaft für soziale Reform.
Während des Ersten Weltkriegs wurde sie hauptamtliches Mitglied im geschäftsführenden Arbeitsausschuss der „Kriegshinterbliebenen- und -beschädigten-Fürsorge“, die einzige Zeit, in der sie als Angestellte im Berufsleben stand. Sie war Funktionärin im Nationalen Frauendienst. Mit Ernst Francke gab sie seit Januar 1917 die Zeitschrift Soziale Kriegshinterbliebenenfürsorge heraus.
Nach dem Krieg wurde sie 1919 Mitglied der SPD und arbeitete wieder freiberuflich als Autorin. Sie wirkte maßgeblich am Aufbau der von Marie Juchacz 1919 gegründeten Arbeiterwohlfahrt und ihrer Wohlfahrtsschule mit. 1922 wurde sie als Ehrendoktorin der Universität Heidelberg geehrt. Ihre letzte Veröffentlichungen erfolgten 1932. Nach der Machtübergabe an die Nationalsozialisten 1933 blieb sie, zur Sprachlosigkeit verurteilt, noch bis 1938 in Deutschland, bis sie sich nach der Reichspogromnacht gezwungen sah, mit ihrer Schwester Klara Reichmann nach England zu emigrieren. Ihre Nichte Frieda Fromm-Reichmann war bereits 1933 emigriert.

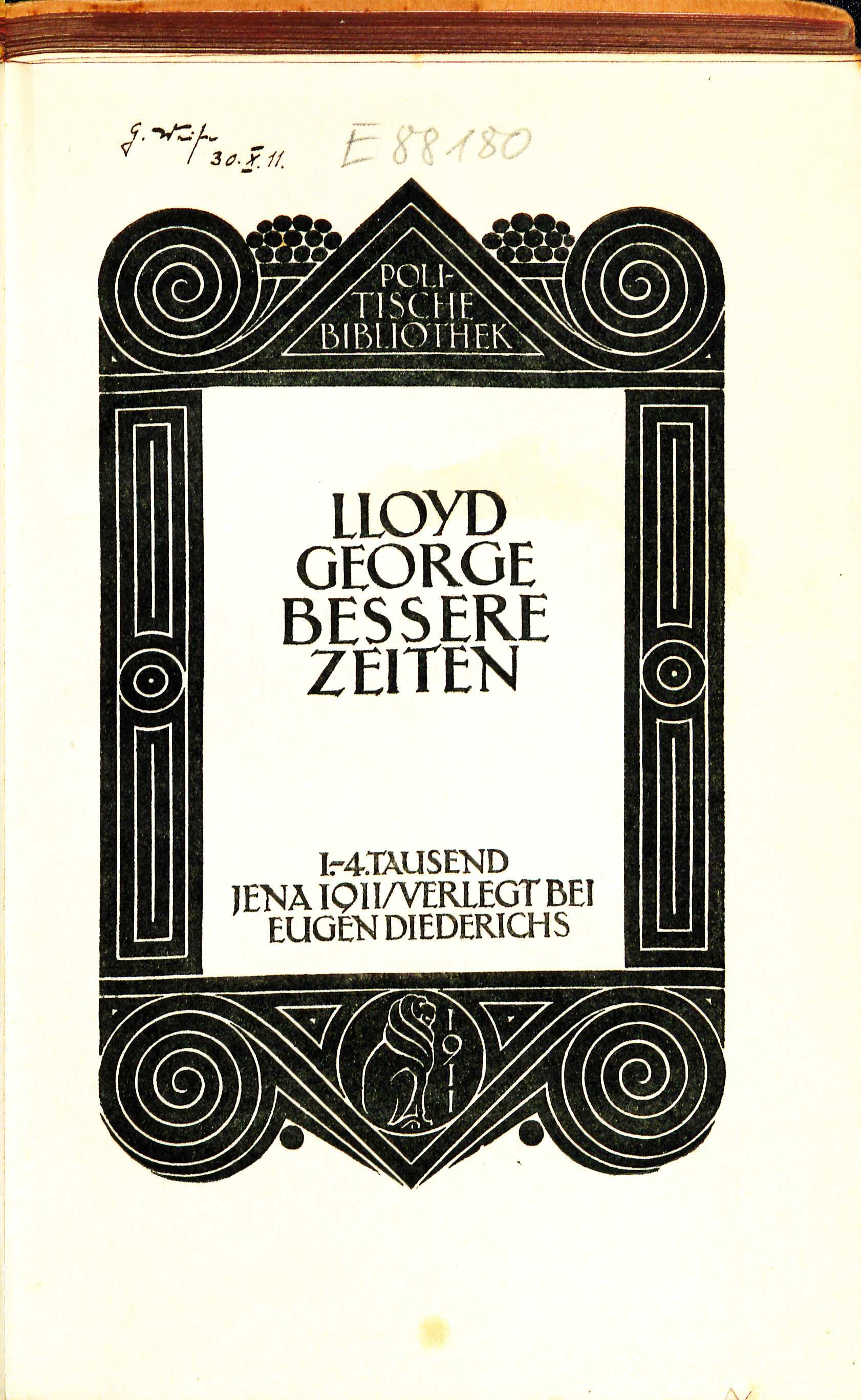
David Lloyd George: Bessere Zeiten, Übersetzung Helene Simon (1911)

## Schriften
- mit Adele Gerhard: Mutterschaft und geistige Arbeit. Eine psychologische und sociologische Studie auf Grundlage einer internationalen Erhebung mit Berücksichtigung der geschichtlichen Entwicklung. Berlin: G. Reimer, 1901
- Robert Owen. Sein Leben und seine Bedeutung für die Gegenwart. Jena: G. Fischer, 1905 (2. Auflage 1925)
- Schule und Brot. Hamburg, Leipzig: L. Voss, 1907
- William Godwin und Mary Wollstonecraft. Eine biographisch-soziologische Studie. München: O. Beck, 1909
- Der Anteil der Frau an der deutschen Industrie nach den Ergebnissen der Berufszählung von 1907 : Vortrag, geh. auf d. 2. Konferenz zur Förderg d. Arbeiterinnen-Interessen. Jena: Fischer, 1910
- Lloyd George: Bessere Zeiten. Übersetzung Helene Simon. Vorwort Eduard Bernstein. Jena: Eugen Diederichs, 1911
- Die Schulspeisung in Groß-Berlin. Jena: Fischer, 1912. (Schriften der Gesellschaft für Soziale Reform; H. 41 = Bd. 4, H. 8)
- Das Jugendrecht. Ein soziologischer Versuch. In: Schmollers Jahrbuch, Jg.  39, München 1915, S. 227–281.
- Robert Owen und der Sozialismus. Aus Owens Schriften ausgewählt und eingeleitet von Helene Simon. Berlin: Cassirer, 1919.
- Allgemeine Jugendwohlfahrt und Kriegerkinderfürsorge. In. Die Kriegsbeschädigten- und Kriegerhinterbliebenen-Fürsorge, Jg. 5, 1920/21, Nr. 8, S. 246–254.
- Aufgabe und Ziele neuzeitlicher Wohlfahrtspflege. Stuttgart: Dietz, 1922 (23 Seiten)
- Landwirtschaftliche Kinderarbeit. Ergebnisse einer Umfrage des Deutschen Kinderschutz-Verbandes über Kinderlandarbeit im Jahre 1922. Berlin: F.A. Herbig, 1925
- Elisabeth Gnauck-Kühne : eine Sammlung von Zeit- und Lebensbildern. 2 Bände. M. Gladbach: Volksvereins-Verlag, 1928
- Albert Levy. Werk und Persönlichkeit. Berlin: Emil Ebering, 1932